# Église Saint-Maurice d'Onnion
L'église Saint-Maurice d'Onnion, est une église catholique française, située dans la commune d'Onnion en Haute-Savoie. L'église est dédiée à saint Maurice d'Agaune.

## Historique
En 1446, le village obtient le droit d'avoir une église, cependant celle-ci est placée sous l'autorité de l'église Saint-Gervais-et-Saint-Protais de Mieussy.
Le bâtiment actuel est édifié entre 1824 et 1829, à l'emplacement de l'ancienne église, et sur la base des plans d'un architecte Albert Amoudruz.
L'édifice a été restauré par l'abbé François Veyrat de 1974 à 1983, qui était curé d'Onnion.

## Description
La toiture, à l'origine était constituée d'ardoises de Morzine. 
Le mobilier est conçu et fait par Antoine Chevrier.
Les peintures extérieures ont été réalisées en 1871 par un peintre décorateur italien.
La cloche, datant de 1732, est classée monument historique.

## Galerie

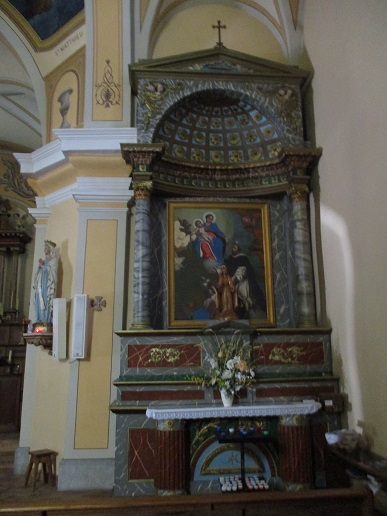
Chapelle droite
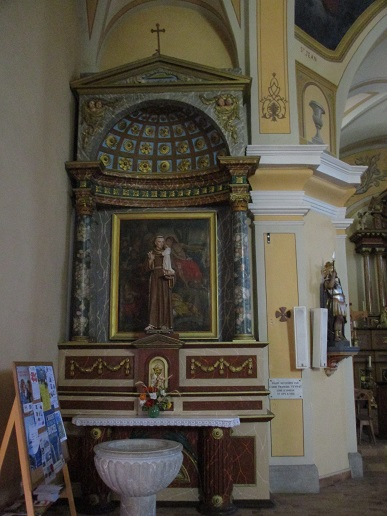
Chapelle gauche
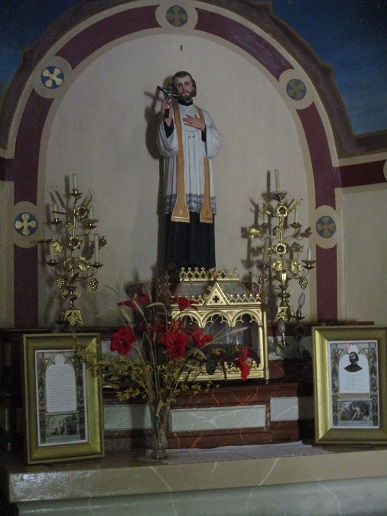
Chapelle et relique Saint-François Jacquard
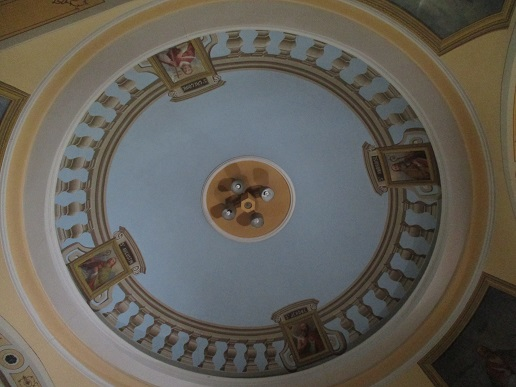
Dôme
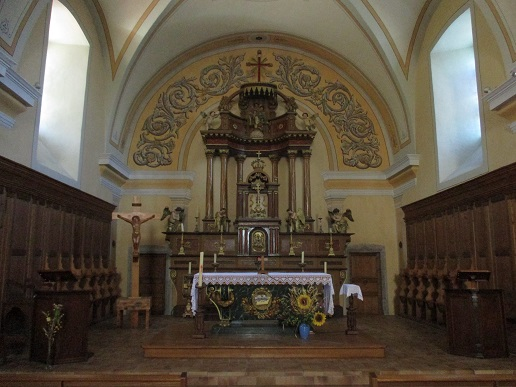
Chœur
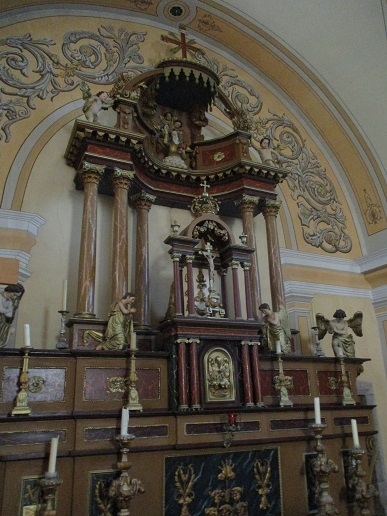
Retable
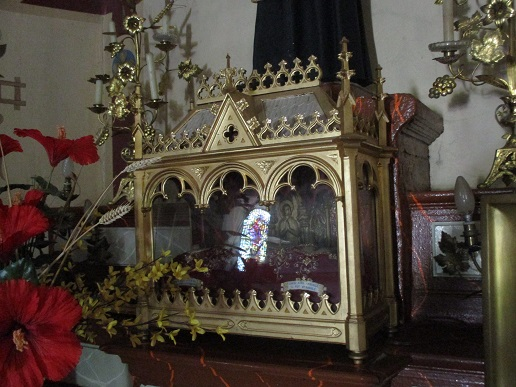
Relique